# Champdepraz
Champdepraz (pron. fr. AFI: [ʃɑ̃dəpʁa] , Tsandeprà in patois valdostano) è un comune italiano di 719 abitanti della Valle d'Aosta.

## Geografia fisica

### Territorio

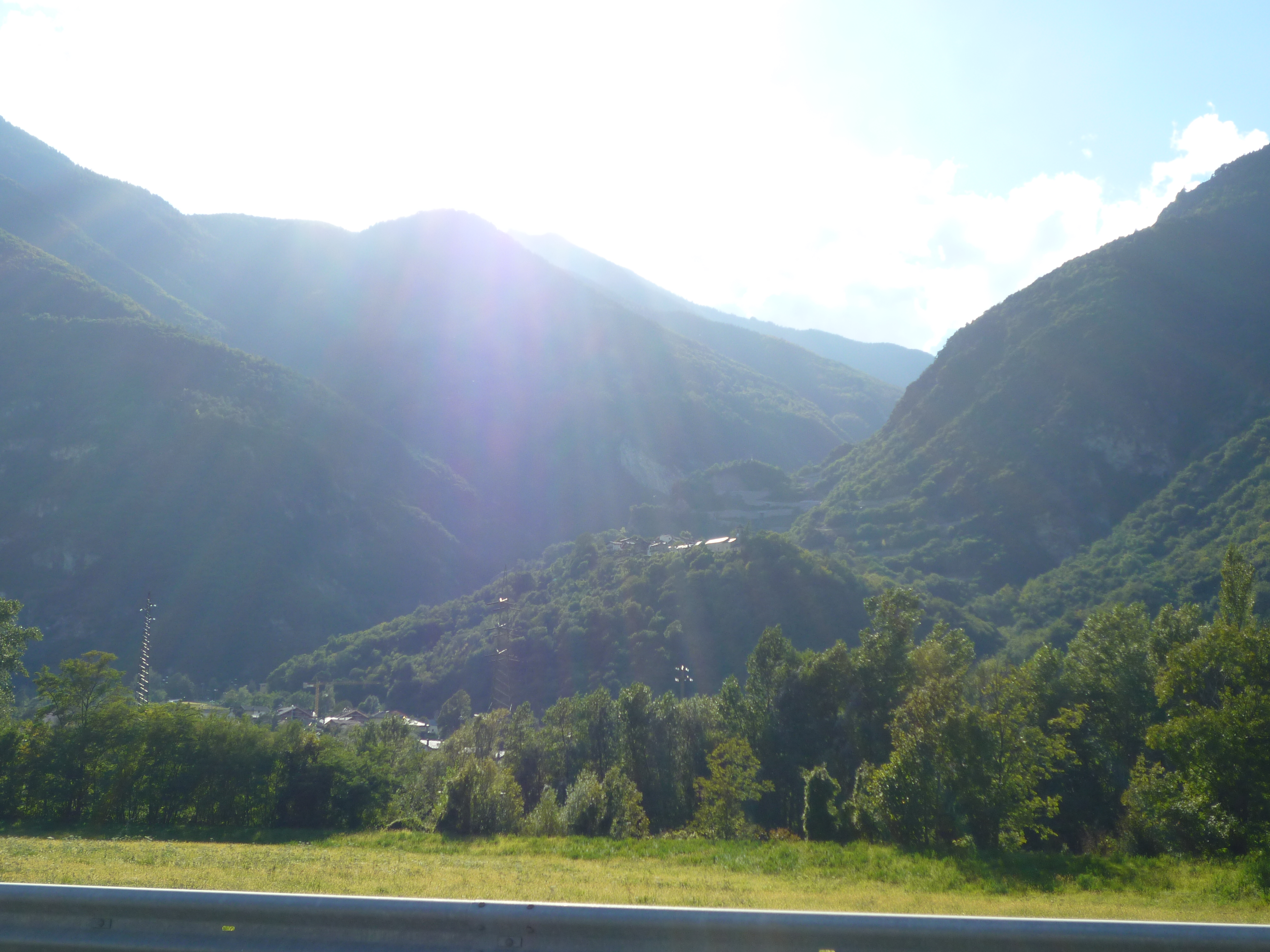
Champdepraz

Si trova all'inizio della valle omonima.
- Classificazione sismica: zona 4 (sismicità molto bassa)[4]

## Origini del nome
Il toponimo è composto dalle parole francesi “Champ” (= campo) e “de” (= di), e dal patois valdostano “pra”, cioè “prato”.
Secondo la pronuncia del patois valdostano, il nome "Champdepraz" va pronunciato omettendo la "z" finale, quindi "Sciandöprà", come per molti altri toponimi e cognomi valdostani e delle regioni limitrofe (la Savoia, l'Alta Savoia e il Vallese).
Questa particolarità, che si discosta dalle regole di pronuncia della lingua francese standard, risale a uno svolazzo che i redattori dei registri del regno di Piemonte-Sardegna erano soliti aggiungere alla fine dei toponimi o dei nomi da pronunciare come dei parossitoni, cioè con l'accento sulla penultima sillaba, molto diffuso in francoprovenzale. Occorre precisare che in questo caso si tratta tuttavia di una parola tronca, ma la 'z' non si pronuncia. In seguito, questo piccolo segno è stato assimilato a una zeta, e spesso viene erroneamente pronunciato, sia dagli italofoni che dai francofoni.

## Storia

### Simboli
Lo stemma e il gonfalone sono stati concessi con decreto del presidente della Repubblica del 20 ottobre 1990.
Il leone ricorda che il territorio di Champdepraz fu parte della giurisdizione di Montjovet. I signori di Montjovet (di nero, al leone d'argento, linguato di rosso, coronato d'oro) furono spodestati dagli Challant nel 1295. Gli smalti rosso, nero e argento derivano dallo stemma degli Challant (d'argento, al capo di rosso, alla banda di nero, attraversante sul tutto) e dei Savoia (di rosso, alla croce d'argento). I picconi sono il simbolo dello sfruttamento dei giacimenti di rame e magnetite presenti nel vallone del torrente Chalamy. La ruota dentata sull'acqua si riferisce alle attività industriali e manifatturiere alimentate dall'energia idraulica e testimonia l'evoluzione dei sistemi di produzione: dai mulini legati all'attività agricola e artigianale, alla produzione del carbone di legna (simboleggiato dal colore nero della ruota) che alimentava i forni per la fusione del materiale estratto dalle miniere, alla produzione di energia idroelettrica della centrale di Pied-de-Vignes.
Il gonfalone è un drappo partito di rosso e di giallo.

## Monumenti e luoghi d'interesse

### Architetture civili
Nei villaggi si incontrano vari edifici rurali tipici della Bassa Valle; costruiti in pietra e legno, possono essere costituiti di un solo edificio o di più corpi separati. I loro elementi tipici sono l'abitazione vera e propria, la stalla e il fienile, l'htabio, lo pejo, lo payi. Altre costruzioni tipiche sono la grisse per l'essicazione delle castagne, il granaio detto reucard (o rascard) e il deposito per i covoni detto lo dzerbi. Quattro forni per la cottura tradizionale del pane sono conservati nelle frazioni Capiron, Covarey, Viéring e Veulla.
In località Hérin (pron. Erèn) si possono ammirare i resti della miniera di calcopirite sfruttata fin dal Settecento per ricavarne il rame e decaduta anche a seguito della disputa sulla gestione tra la famiglia Challant e la famiglia Perrone
In località Chevrère, nel 2014 è stato inaugurato il parco faunistico Chevrère Mont-Avic di circa due ettari.
Nel giardino della Villa Binel, in frazione Viéring, si trova un albero monumentale : la sequoia gigante (Sequoiadendron giganteum) di Champdepraz è uno dei due esemplari presenti in Valle d'Aosta, l'altro si trova nel parco pubblico del Castello Baron Gamba di Châtillon.
Viéring era inoltre uno dei nuclei più ferventi delle comunità valdesi in Valle d'Aosta, che si erano radicate dopo la promulgazione della legge di tolleranza religiosa del 1848. Ora la comunità valdese della frazione, per vari motivi tra i quali l’emigrazione, è scomparsa, ma esistono ancora vari edifici, come la Casa Valdese, che continuano a testimoniarne la presenza.

### Architetture religiose
- Chiesa parrocchiale di San Francesco de Sales
- Cappella di Sant'Antonio Abate e di San Michele
- Cappella di Notre-Dame-de-l'Attente
- Cappella dell'Ausiliatrice
- Cappella della Visitazione della Beata Vergine Maria
- Cappella della Madonna delle Nevi,  in località La Ville - Veulla

### Aree naturali
- Parco naturale del Mont Avic che occupa buona parte del territorio comunale.

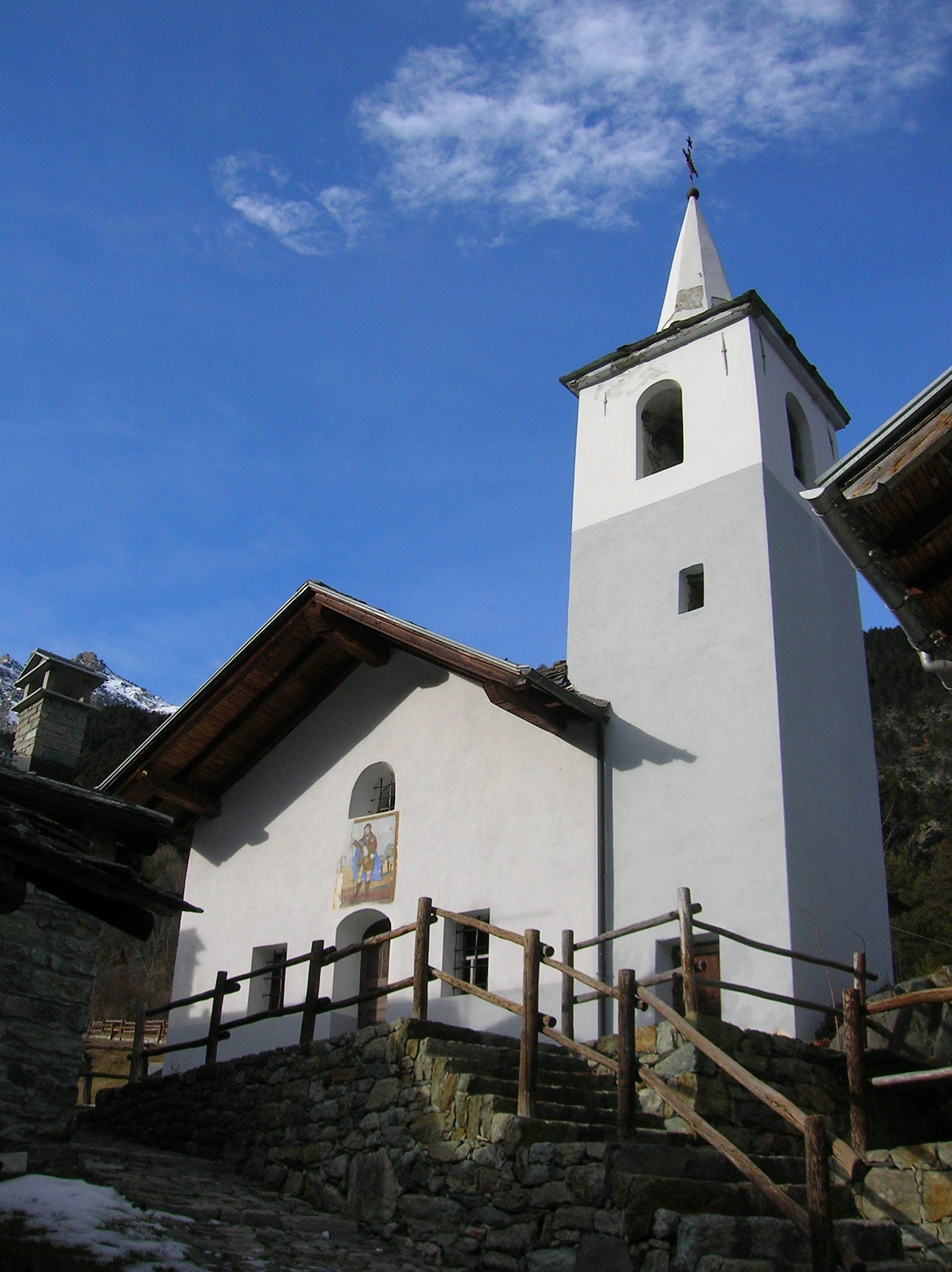
La cappella della Madonna delle Nevi
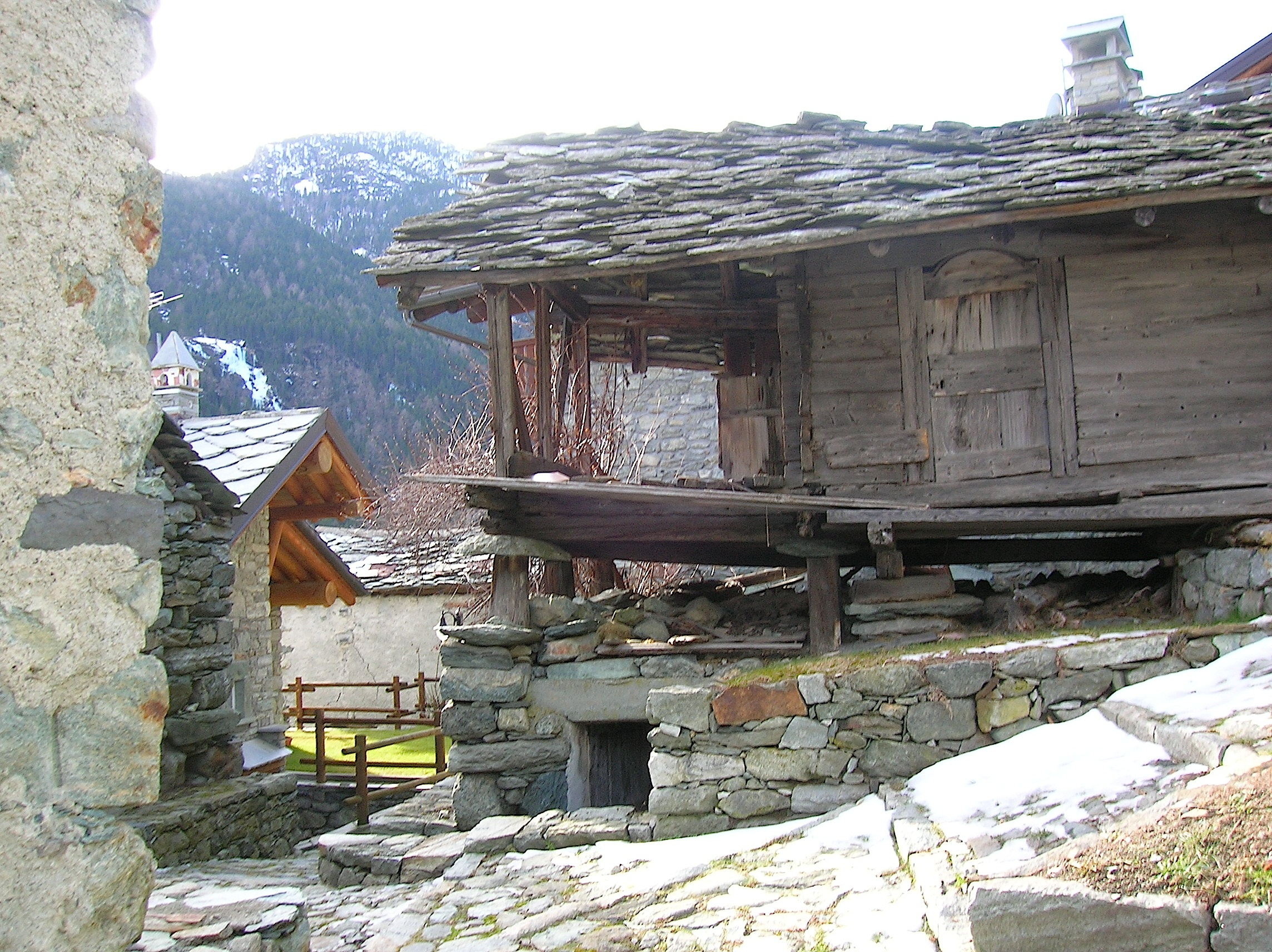
Rascard a La Ville - Veulla
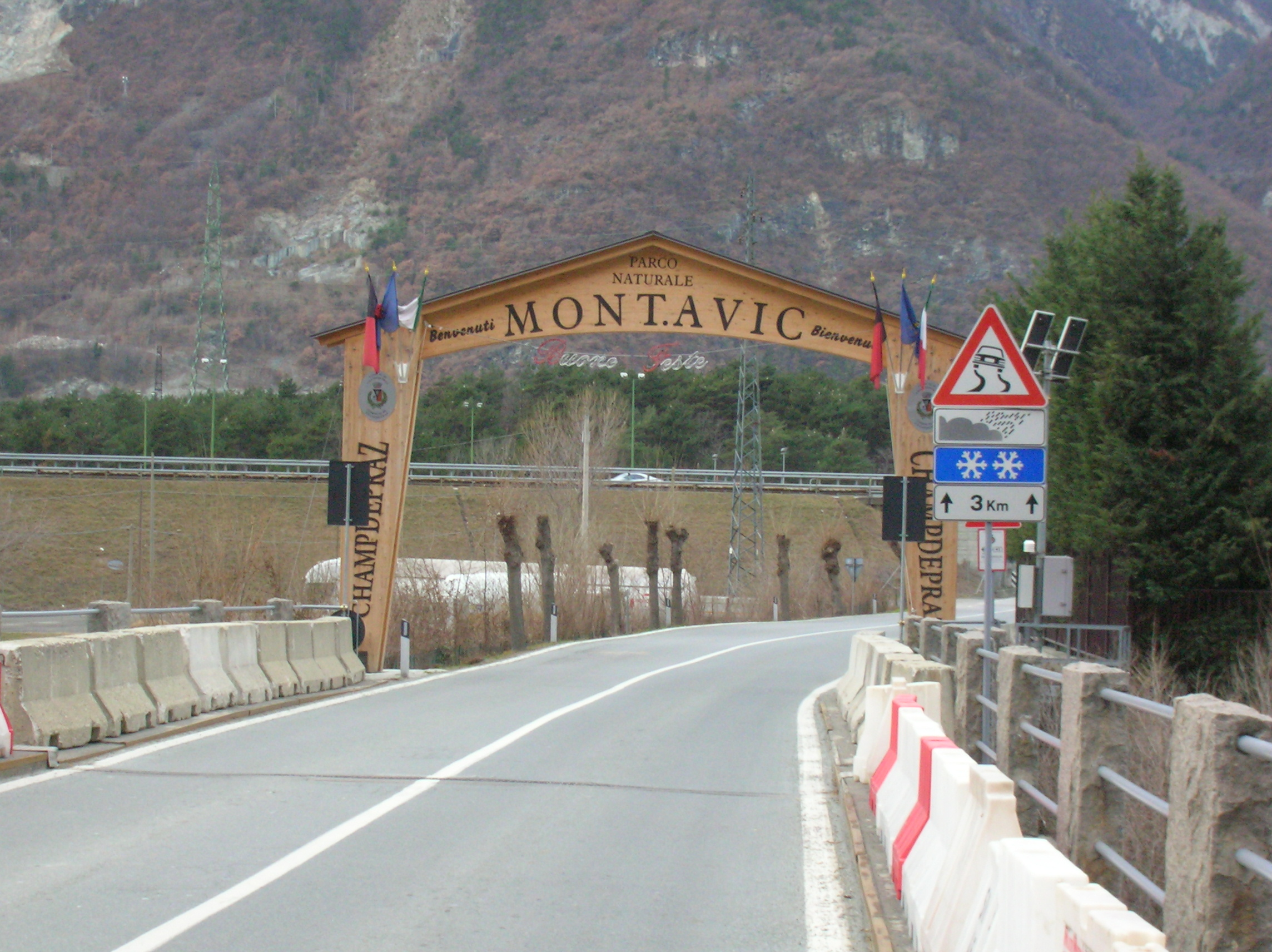
L'arco d'ingresso del Parco

## Cultura
Champdepraz, comune di cultura e lingua francoprovenzale, fu in passato interessata da un flusso migratorio walser, prova ne è il villaggio di Gettaz-des-Allemands.

### Biblioteche
In frazione La Fabrique 165/bis ha sede la biblioteca comunale.

### Musei
- Museo civico di Champdepraz, in località Chef-lieu, 4[12]
Il museo, allestito nei pressi della chiesa parrocchiale, è diviso in due sale dedicate rispettivamente all'ambiente naturale e alle tradizioni locali. La prima sala presenta alcune teche con uccelli, mammiferi, insetti; nell'altra sala, corredata da pannelli didattici, sono esposti illustrazioni del territorio, riproduzioni di architetture rurali, attrezzi agricoli e minerari[13]
- Centro Visitatori del Parco naturale del Mont Avic, in località Chevrère nel villaggio di Covarey[14]

### Eventi
- Sagra del dolce di Champdepraz, a Viéring.

## Società

### Evoluzione demografica
Abitanti censiti

## Economia
Come in molti comuni valdostani anche nel comune di Champdepraz si produce energia idroelettrica. La centrale idroelettrica di Champdepraz, in gestione alla CVA, sfrutta le acque dei torrenti Chalamy e Chevrère, alimentati dai bacini naturali di alcuni laghetti alpini del Parco del Mont Avic (Gran Lago (o Grand Lac in francese, il lago più esteso della Valle d'Aosta), il Lac Cornu, il Lac Noir e il Lac Blanc).
Si segnala l'attività mineraria ed estrattiva sul territorio comunale: è presente una cava di marmo verde, nonché una miniera di pirite e calcopirite.

## Amministrazione

Il municipio (in francese, Maison communale) di Champdepraz

Fa parte dell'Unité des Communes valdôtaines Évançon.
Di seguito è presentata una tabella relativa alle amministrazioni che si sono succedute in questo comune.
| Periodo        | Periodo        | Primo cittadino  | Partito                                                        | Carica  | Note   |
| -------------- | -------------- | ---------------- | -------------------------------------------------------------- | ------- | ------ |
| 24 giugno 1985 | 25 maggio 1990 | Gualtiero Dhérin | Partito Comunista Italiano                                     | Sindaco | [ 18 ] |
| 25 maggio 1990 | 29 maggio 1995 | Gualtiero Dhérin | Partito Comunista Italiano, Partito Democratico della Sinistra | Sindaco | [ 18 ] |
| 29 maggio 1995 | 8 maggio 2000  | Angelo Lanièce   | Union Valdôtaine                                               | Sindaco | [ 18 ] |
| 8 maggio 2000  | 9 maggio 2005  | Angelo Lanièce   | lista civica                                                   | Sindaco | [ 18 ] |
| 9 maggio 2005  | 25 maggio 2010 | Angelo Lanièce   | lista civica                                                   | Sindaco | [ 18 ] |
| 24 maggio 2010 | 11 maggio 2015 | Luigi Berger     | lista civica                                                   | Sindaco | [ 18 ] |
| 28 maggio 2015 | 3 maggio 2021  | Jury Corradin    | lista civica                                                   | Sindaco | [ 18 ] |
| 4 maggio 2021  | in carica      | Monica Crétier   | lista civica                                                   | Sindaco | [ 18 ] |

## Sport
In questo comune si gioca a palet, caratteristico sport tradizionale valdostano.